# شهرستان گرین (میزوری)
شهرستان گرین، میزوری (به انگلیسی: Greene County, Missouri) یک سکونتگاه مسکونی در ایالات متحده آمریکا است که در میزوری واقع شده‌است.